# Europese kampioenschappen boogschieten (staande wip)
De Europese kampioenschappen boogschieten op de staande wip zijn jaarlijks door het Internationaal Europees Comité Boogschieten staande wip (IEC) georganiseerde kampioenschappen voor handboogschutters op de staande wip.

## Omschrijving
Er wordt zowel een Europees kampioenschap per landenploeg, als individueel kampioenschap georganiseerd. In de landencompetitie telt elk deelnemend team 24 schutters. De ploeg die het meeste aantal punten schiet, of die er in slaagt in het minst aantal schoten de wip leeg te schieten wordt uitgeroepen tot Europees kampioen. In het individueel kampioenschap worden door elk deelnemend land 72 schutters opgesteld. De schutter die de vogel het vaakst afschiet wordt uitgeroepen tot Europees kampioen.

## Erelijst
| Editie | Jaar | Locatie       | Europees kampioen (ind.) | Europees kampioen (teams) |
| ------ | ---- | ------------- | ------------------------ | ------------------------- |
| 59e    | 2007 | Ovezande      | André Beck               | België                    |
| 60e    | 2008 | Ingooigem     | Patrick Barbet           | België                    |
| 61e    | 2010 | Staden        | Johan Lagrou             | België                    |
| 62e    | 2011 | Terneuzen     | Guillaume Van Acker      | Frankrijk                 |
| 63e    | 2013 | Tervant       | Jelle Verbeke            | Frankrijk                 |
| 64e    | 2014 | Kwadendamme   | Eli Maat                 | Nederland                 |
| 65e    | 2015 | Leffrinkhoeke | Tom Verheijde            | Frankrijk                 |
| 66e    | 2016 | Lokeren       | André Elegeert           | Nederland                 |
| 67e    | 2017 | Aardenburg    | Patrick Gauwe            | Nederland                 |
| 68e    | 2018 | Lumbres       | Jean Paul Vangrevelynghe | Frankrijk                 |
| 69e    | 2019 | Tervant       | Danny Vervacke           | België                    |
| 70e    | 2022 | Ovezande      | Tjorven Lagrou           | België                    |
| 71e    | 2023 | Gijvelde      | Kenny Heirwegh           | België                    |